# Mastered Trax Latino
Mastered Trax Latino es un sello discográfico independiente que es distribuido por Empire Distribution en Estados Unidos, y México.  El sello, fundado en Los Ángeles, California, tiene base en la ciudad de Los Ángeles, poseyendo además una oficina en Guadalajara, Jalisco México.

## 2014: Presente
Los hermanos Joe y Chuy junto con C-Kan son los cerebros detrás de la disquera, que entre sus filas cuenta con grandes talentos como el mismo C-Kan, Stylo, Don Aero, Melódico, Derian, S. Gats, Street Life, y primera dama Gabby Tamez.
Actualmente trabajan con productores alrededor del mundo, algunos de estos son: Dj Maxo, D. Salas, Diesel, Monkey Bridage, Arantracks "SCK", Major Music y Architracks.

## Premios y nominaciones
| Año  | Premio       | Categoría    | Obra        | Resultado | Ref.  |
| ---- | ------------ | ------------ | ----------- | --------- | ----- |
| 2015 | Ritmo Urbano | Mejor Evento | Urbano F3st | Ganador   | [ 6 ] |

## Artistas
| Artistas    | Tiempo | Ref.  |
| ----------- | ------ | ----- |
| C-Kan       | 2007-  | [ 7 ] |
| Don Aero    | 2014-  | [ 7 ] |
| Elias Diaz  | 2015-  | [ 7 ] |
| Concrete    | 2014-  | [ 7 ] |
| Melódico    | 2016-  | [ 7 ] |
| Derian      | 2016-  | [ 7 ] |
| Stylo       | 2015-  | [ 7 ] |
| S. Gats     | 2015   | [ 7 ] |
| Gabby Tamez | 2017   |       |
| Street Life | 2018   | [ 8 ] |

## Discografía
| Año  | Álbum                          | Artista          | Ref.   |
| ---- | ------------------------------ | ---------------- | ------ |
| 2007 | Definición del fuego           | Varios Artistas  |        |
| 2007 | La rebelión de un sueño        | Varios Artistas  |        |
| 2008 | Featuring varios               | Varios Artistas  |        |
| 2008 | La clika de los perros         | Varios Artistas  |        |
| 2008 | C-Klan                         | Varios Artistas  |        |
| 2008 | Nadie lo sabia                 | Varios Artistas  |        |
| 2008 | De ahora en adelante           | C-Kan            |        |
| 2009 | Pedazos de mi                  | C-Kan            |        |
| 2009 | Sentimientos y negocios        | C-Kan            |        |
| 2009 | La mafia de la c               | Varios Artistas  |        |
| 2010 | We up in diz                   | C-Kan, Bodka 37  |        |
| 2011 | Street tape                    | C-Kan            |        |
| 2012 | Voy por el sueño de muchos     | C-Kan            | [ 9 ]  |
| 2014 | Detrás de la raya              | Quetzal          |        |
| 2014 | Clasificación C, Vol. 1        | C-Kan            |        |
| 2014 | De boca en boca                | Don Aero         | [ 10 ] |
| 2014 | Congreso zombie                | Don Kalavera     | [ 11 ] |
| 2015 | Calles chuekas                 | Crooked Stilo    |        |
| 2015 | The Take Over, Vol. 1          | Varios Artistas  | [ 12 ] |
| 2015 | Mi comienzo                    | Elias Diaz       |        |
| 2015 | Clasificación C, Vol. 2        | C-Kan            | [ 13 ] |
| 2015 | Wolaba mood                    | Pipo Ti          | [ 14 ] |
| 2016 | The Take Over, Vol. 2          | Varios Artistas  | [ 15 ] |
| 2016 | Antes de todo, Vol. 1          | C-Kan            | [ 16 ] |
| 2016 | Antes de todo, Vol. 2          | C-Kan            | [ 17 ] |
| 2016 | Antes de todo (Deluxe Editión) | C-Kan            |        |
| 2016 | Malandro nacional              | Refye El Demonio |        |
| 2016 | MexiCKanos                     | C-Kan            | [ 18 ] |
| 2017 | Sin Tanto Alarde               | Sinat            |        |
| 2017 | La nueva alineación            | Melódico, Derian |        |
| 2017 | Días de sol                    | C-Kan, Pipo Ti   |        |
| 2017 | Invicto                        | Don Aero         | [ 19 ] |
| 2018 | The Take Over, Vol. 3          | Varios Artistas  | [ 20 ] |